# Неђо Осман
Неђо Осман (Скопље, 6. јануар 1958) је југословенски, ромски, македонски и њемачки глумац, пјесник и редитељ.

## Биографија
Дипломирао је на Академији за позориште и филм у Новом Саду у класи Радета Шербеџије. Тако је постао први Ром професионални глумац у СФР Југославији. У ромском позоришту Пралипе из Скопља и у Народном позоришту у Суботици играо је главне улоге у бројним класичним и модерним представама и за то добио бројна признања. Гостовао је на сцени Српског народног позоришта у Новом Саду и Југословенском драмском позоришту у Београду. У Њемачку долази 1991. као члан позоришног ансамбла Пралипе у Милхајм на Руру. Брзо је побрао најбоље критике као глумац и редитељ и остао је ту да живи и ради. Године 1995. са својом животном сапутницом Надом Кокотовић основао је позориште ТКО (Театар Кокотовић Осман) у Келну гдје ради као умјетнички директор. Уз то ради као новинар и пјесник, а ангажован је и као социјални радник и носилац многих пројеката за Роме у Келну и Франкфурту на Мајни. Од 2000. до 2008. водио је радио емисију за Роме на радију Мултикулти, а од 2002. године и на Дојче Веле у Бону.
Осман је преводилац на ромски језик и пјесник, а страст за писањем открио је још у раној младости. Инспирација му је улица, кварт у коме живе Роми, искуства са неромима и љубав као извор љепоте. Пјесме су му објављиване у Србији, Турској, Македонији, Босни и Херцеговини, Хрватској, Холандији и Немачкој.